# Саваневич Вадим Євгенович
Вадим Євгенович Саваневич — український спеціаліст з малих тіл Сонячної системи і з інформаційних технологій, лауреат Премії НАНУ імені Є. П. Федорова (2017).

## Біографія
Народився 19 жовтня 1964 року в Житомирі. 1986 року закінчив Житомирське військове училище радіоелектроніки, здобувши кваліфікацію інженера з експлуатації радіоелектронних засобів.
1993 року захистив кандидатську дисертацію про просторово-часове перетворення Хафа-Хока, а 2006 року захистив докторську дисертацію «Моделі і методи обробки даних при виявленні та оцінці параметрів траєкторій компактної групи малорозмірних космічних об'єктів», здобувши науковий ступінь доктора технічних наук за спеціальністю «Математичне моделювання та обчислювальні методи».
2007 року став професором кафедри телекомунікаційних систем Харківського національного університету радіоелектроніки, а 2011 року — професором кафедри електронних обчислювальних машин Харківського національного університету радіоелектроніки.
Читає лекційні курси «Теорія ймовірностей і математична статистика», «Основи наукових досліджень», «Комп'ютерні методи обробки зображень, телекомунікаційні технології (бездротові мережі, стек протоколів TCP/IP)».
Старший науковий співробітник, 1.6.3. Група астроінформатики Головна астрономічна обсерваторія НАН України.
Є членом редколегії журналу «Проблеми телекомунікацій», членом Міжнародного астрономічного союзу, членом комісій Міжнародного астрономічного союзу B5 "Документація та астрономічні дані" і F20 "Положення і рух малих планет, комет і супутників".

## Наукові результати
Основні наукові дослідження Саваневича пов'язані з розробкою обчислювальних алгоритмів для автоматичного пошуку астероїдів на серії кадрів, отриманих за допомогою ПЗЗ-камери. Його програми виявляють комети і навколоземні астероїди.
Саваневич є керівником проєкту CoLiTec - програмного забезпечення для обробки кадрів астероїдних оглядів, використовуваного, зокрема, Українською віртуальною обсерваторією і мережею оптичних телескопів ISON. Він також бере участь в розробці та супроводженні програмного забезпечення CLT міжнародної організації любителів астрономії сайту «Астрономія та побудова телескопів».
Є автором 75 статей, 4 навчальних посібників і 5 патентів. Під його керівництвом захищено 6 кандидатських дисертацій

## Відзнаки
- Премія НАН України імені Є. П. Федорова за роботу «Відкриття природних і штучних об'єктів Сонячної системи з використанням спеціально створеного програмного забезпечення обробки астрономічних спостережень», у співавторстві з Юрієм Іващенком і Віталієм Андруком (2017)[3]